# Atletismo nos Jogos Olímpicos de Verão da Juventude de 2010 - 110 m com barreiras masculino
As provas dos 110m com barreiras masculino do atletismo nos Jogos Olímpicos de Verão da Juventude de 2010 foram realizadas nos dias 17 (qualificatória) e 21 de agosto (finais), no Estádio Bishan, em Singapura. 17 atletas estavam inscritos neste evento.

## Medalhistas
| Ouro   | AUS Nicholas Hough |
| Prata  | CHN Wang Dongqiang |
| Bronze | FIN Jussi Kanervo  |

## Eliminatórias

### Eliminatória 1
| Pos. | Raia | Nome                   | País          | Tempo | Notas           | Final |
| ---- | ---- | ---------------------- | ------------- | ----- | --------------- | ----- |
| 1    | 3    | Wang Donqiang          | CHN China     | 13.87 |                 | A     |
| 2    | 6    | Jean Roberto Franchini | BRA Brasil    | 14.13 |                 | B     |
| 3    | 4    | Muhd Ajmal Mat Hasan   | MAS Malásia   | 14.54 |                 | B     |
| 4    | 2    | Louis Fabrice Rajah    | MRI Maurício  | 14.66 |                 | C     |
| 5    | 7    | Renjie Sean Toh        | SIN Singapura | 15.09 |                 | C     |
|      | 5    | César Ramírez          | MEX México    |       | Desclassificado | C     |

### Eliminatória 2
| Pos. | Raia | Nome             | País              | Tempo | Notas | Final |
| ---- | ---- | ---------------- | ----------------- | ----- | ----- | ----- |
| 1    | 3    | Nicholas Hough   | FRA França        | 13.50 |       | A     |
| 2    | 5    | Jussi Kanervo    | FIN Finlândia     | 13.63 |       | A     |
| 3    | 4    | Nicolas Borome   | FRA França        | 13.65 |       | A     |
| 4    | 6    | Filip Drozdowski | POL Polônia       | 13.82 |       | A     |
| 5    | 7    | Joshua Hawkins   | NZL Nova Zelândia | 14.46 |       | B     |
| 6    | 2    | Rami Gharsali    | TUN Tunísia       | 14.68 |       | C     |

### Eliminatória 3
| Pos. | Raia | Nome                   | País             | Tempo | Notas | Final |
| ---- | ---- | ---------------------- | ---------------- | ----- | ----- | ----- |
| 1    | 6    | Yordan Ofarril Olivera | CUB Cuba         | 13.80 |       | A     |
| 2    | 5    | Stefan Fennell         | JAM Jamaica      | 13.89 |       | A     |
| 3    | 3    | Václav Sedlák          | CZE Chéquia      | 13.92 |       | A     |
| 4    | 4    | Themba Luhana          | GBR Grã-Bretanha | 14.02 |       | B     |
| 5    | 7    | Vjacheslav Shvydkyy    | UKR Ucrânia      | 14.36 |       | B     |

## Finais

### Final C
| Pos. | Raia | Nome                | País          | Tempo | Notas           |
| ---- | ---- | ------------------- | ------------- | ----- | --------------- |
| 1    | 2    | César Ramírez       | MEX México    | 14.03 |                 |
| 2    | 3    | Renjie Sean Toh     | SIN Singapura | 14.24 |                 |
| 3    | 5    | Louis Fabrice Rajah | MRI Maurício  | 14.40 |                 |
|      | 4    | Rami Gharsali       | TUN Tunísia   |       | Desclassificado |

### Final B
| Pos. | Raia | Nome                       | País              | Tempo | Notas |
| ---- | ---- | -------------------------- | ----------------- | ----- | ----- |
| 1    | 3    | Jean Roberto Franchini     | BRA Brasil        | 13.76 |       |
| 2    | 4    | Themba Luhana              | GBR Grã-Bretanha  | 13.78 |       |
| 3    | 5    | Vjacheslav Shvydkyy        | UKR Ucrânia       | 13.93 |       |
| 4    | 2    | Muhd Ajman Aimal Mat Hasan | MAS Malásia       | 14.48 |       |
| 5    | 6    | Joshua Hawkins             | NZL Nova Zelândia | 14.59 |       |

### Final A
| Pos.              | Raia | Nome                   | País          | Tempo | Notas         |
| ----------------- | ---- | ---------------------- | ------------- | ----- | ------------- |
| Medalha de ouro   | 6    | Nicholas Hough         | AUS Austrália | 13.37 |               |
| Medalha de prata  | 7    | Wang Dongqiang         | CHN China     | 13.41 |               |
| Medalha de bronze | 3    | Jussi Kanervo          | FIN Finlândia | 13.53 |               |
| 4                 | 2    | Stefan Fennell         | JAM Jamaica   | 13.54 |               |
| 5                 | 4    | Yordan Ofarril Olivera | CUB Cuba      | 13.69 |               |
| 6                 | 8    | Filip Drozdowski       | POL Polônia   | 13.75 |               |
| 7                 | 1    | Václav Sedlák          | CZE Chéquia   | 13.87 |               |
|                   | 5    | Nicolas Borome         | FRA França    |       | Não completou |